# Ведерников (хутор)
Веде́рников — хутор в Константиновском районе Ростовской области.
Входит в Константиновское городское поселение Ростовской области.

## География
Ведерников расположен в центре области, на правом берегу реки Дон, чуть восточнее районного центра (города Константиновска).

### Улицы
| - ул. Виноградная - ул. Вольная - ул. Восточная - ул. Донская - ул. Лесная - ул. Октябрьская - ул. Промышленная - ул. Родниковая - ул. Садовая - ул. Центральная - ул. Школьная - ул. Южная | - пер. 1-й - пер. 2-й - пер. 3-й - пер. 4-й - пер. 5-й - пер. Западный - пер. Северный - пер. Тупиковый - пер. Южный - пер. Белокалитвенский |

## История
Первое историческое свидетельство о населённом пункте Ведерников относится к 1672 году: 7 декабря (17 декабря по новому стилю) атаман зимовой станицы (то есть ежегодного посольства с Дона) Фрол Минаев перечислял московским дьякам казачьи городки, в том числе Нижние Каргалы, Михалев, Троилин, Кагальник, Ведерников, Бабей, Кочетов и некоторые другие. Предполагается, что Ведерников несколько старше указанной даты.
Есть мнение, что Ведерниковым к концу XVII века назывался городок Верхние Раздоры (известен с 1590-х годов, однако ныне более распространена версия, что Верхние Раздоры к тому времени слились с другим казачьим городском — Бабским (или Бабьим) городком.
С 1835 года станица Ведерниковская является центром I Донского округа. После образования новой станицы Константиновской (ныне город Константиновск) и передачи ей полномочий окружной станицы, туда переселилась часть жителей Ведерникова. Переезд был в основном закончен к 1864 году. Бывшая станица стала хутором.
В советское время хутор входил в колхозы им. Шебалдаева, им. Чанаева, «Красный нутиловец», «Ленинский путь».

## Население
| 2010 |
| ---- |
| 1237 |

### Известные уроженцы
- Тюрьморезов, Александр Павлович (1881—1930) — ботаник, врач, педагог, виноградарь, первый главный редактор константиновской газеты «Казак».

## Экономика
Хутор Ведерников — значимый винодельческий район Ростовской области. К 1756 году относится свидетельство: «…особливо также называемую Ведерниковскую станицу, в которой ныне виноградные сады приведены в такое размножение, что тамошние жители, при всем своем довольствии сего фрукта, еще продажей его пользуются; а и того лучше, что с немалым успехом упражняются в делании вина с особым искусством, что в отношении доброты крымскому, валахскому и некоторым другим европейским винам не уступает".
Из выращенного здесь винограда предприятие Миллеровский винзавод с 2006 года вырабатывает вина бренда «Вина Ведерниковъ», завоевавшие несколько значимых наград в 2007—2008 годах.

## Транспорт
Еще раньше был в хуторе Ведерников был транспорт. Это был обычный автобус. С 2023 он перестал ходить.

## Достопримечательности
В хуторе Ведерников есть воинское захоронение. Памятник представляет усеченную, четырехгранную пирамиду, на вершине которой — звезда. Отлит из металла. Высота памятника составляет 2,68 м. На памятнике установлена мемориальная доска с надписью и насечкой имен погибших. Имеется надпись:

«Здесь похоронены воины, погибшие при освобождении хутора Ведерники в январе 1943 года». 

На мемориальной доске высечено 11 фамилий погибших. Всего же похоронено в братской могиле 16 воинов. Братская могила огорожена железной изгородью. Территория братской могилы выложена цементными плитами. Братская могила расположена на территории местного кладбища.